# Diaphus

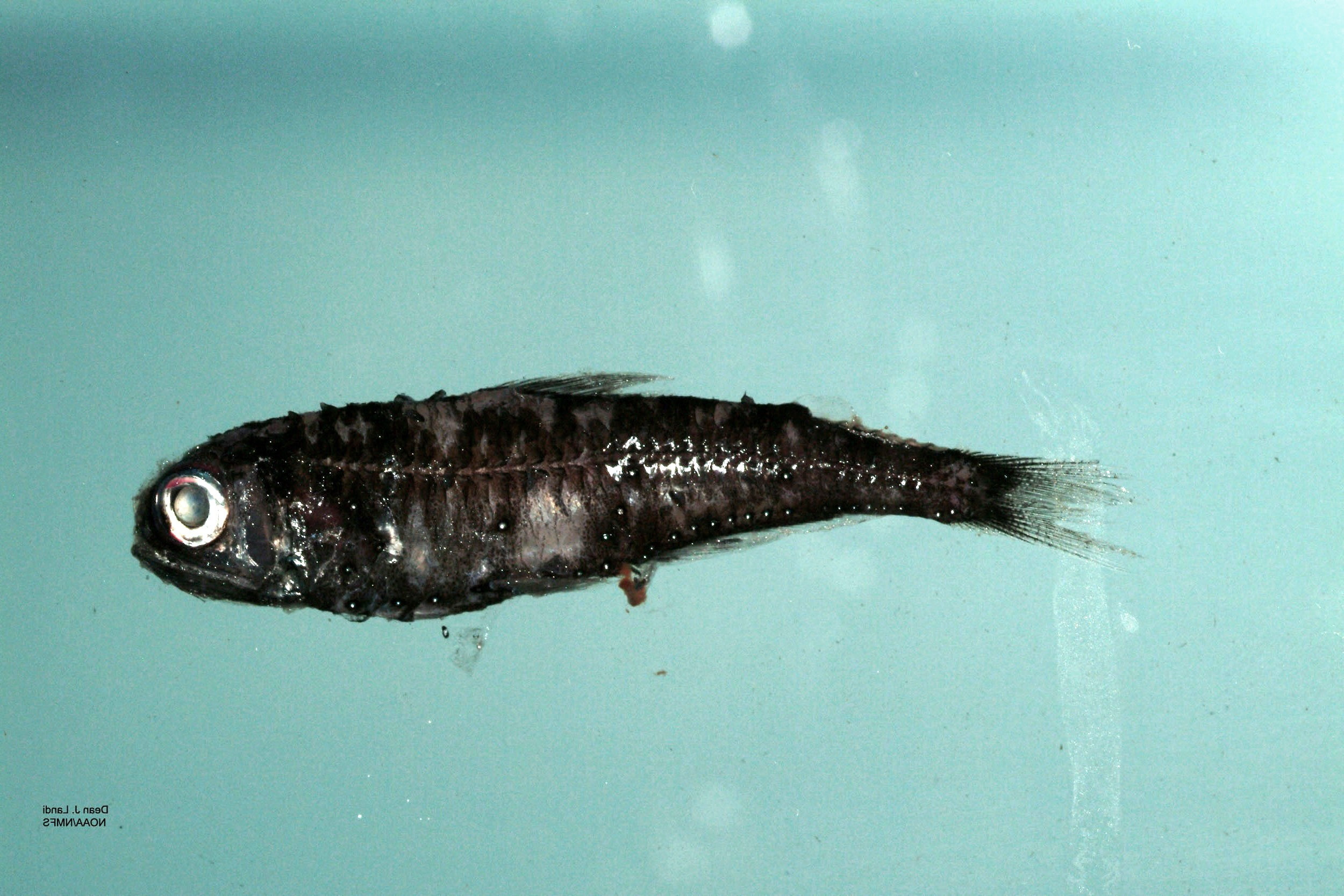
Ejemplar de este género.

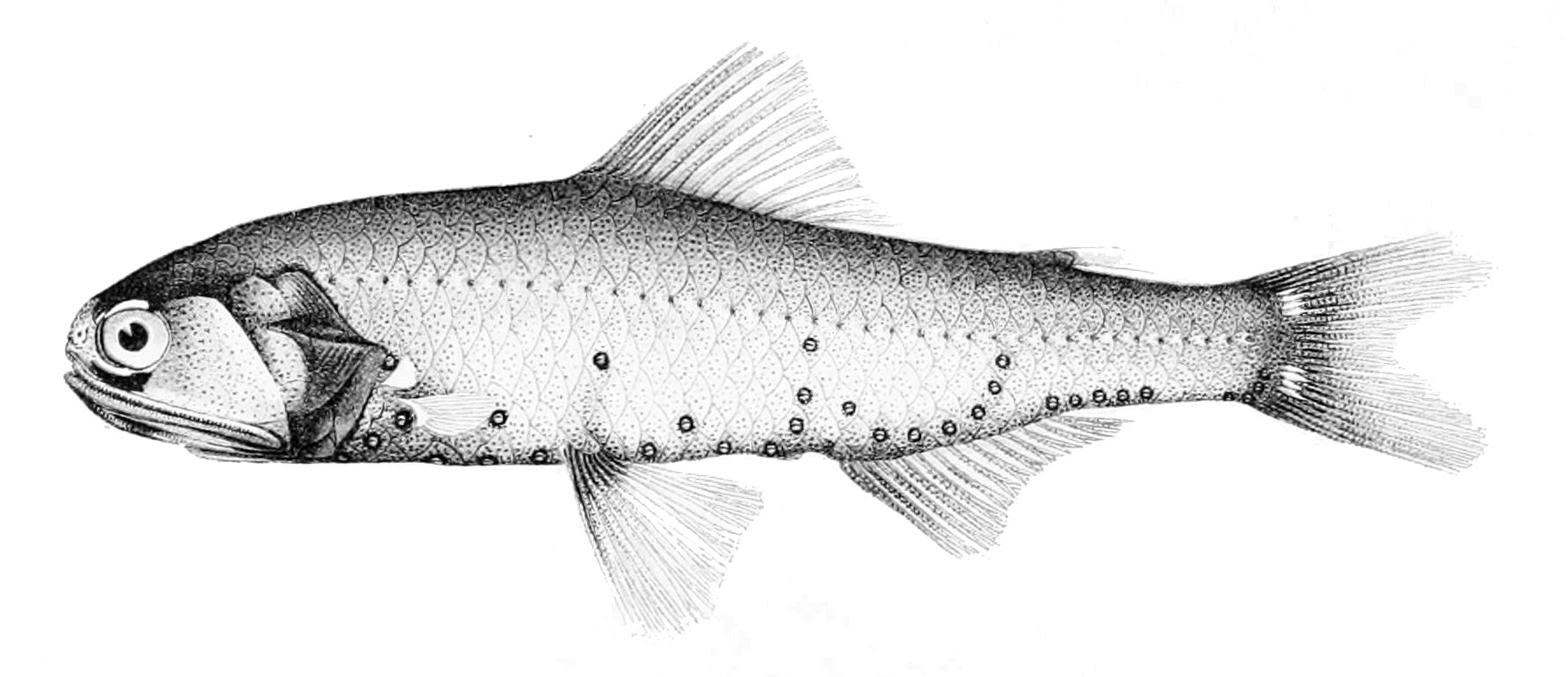
D. adenomus

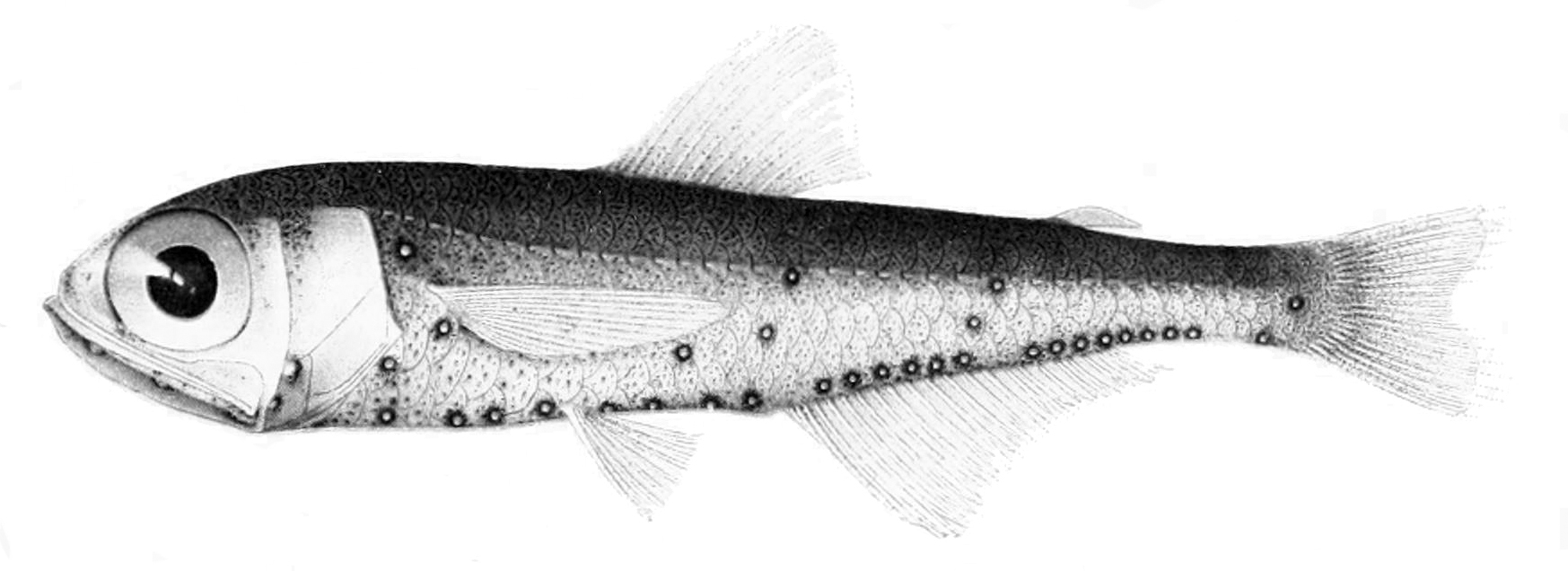
D. luetkeni

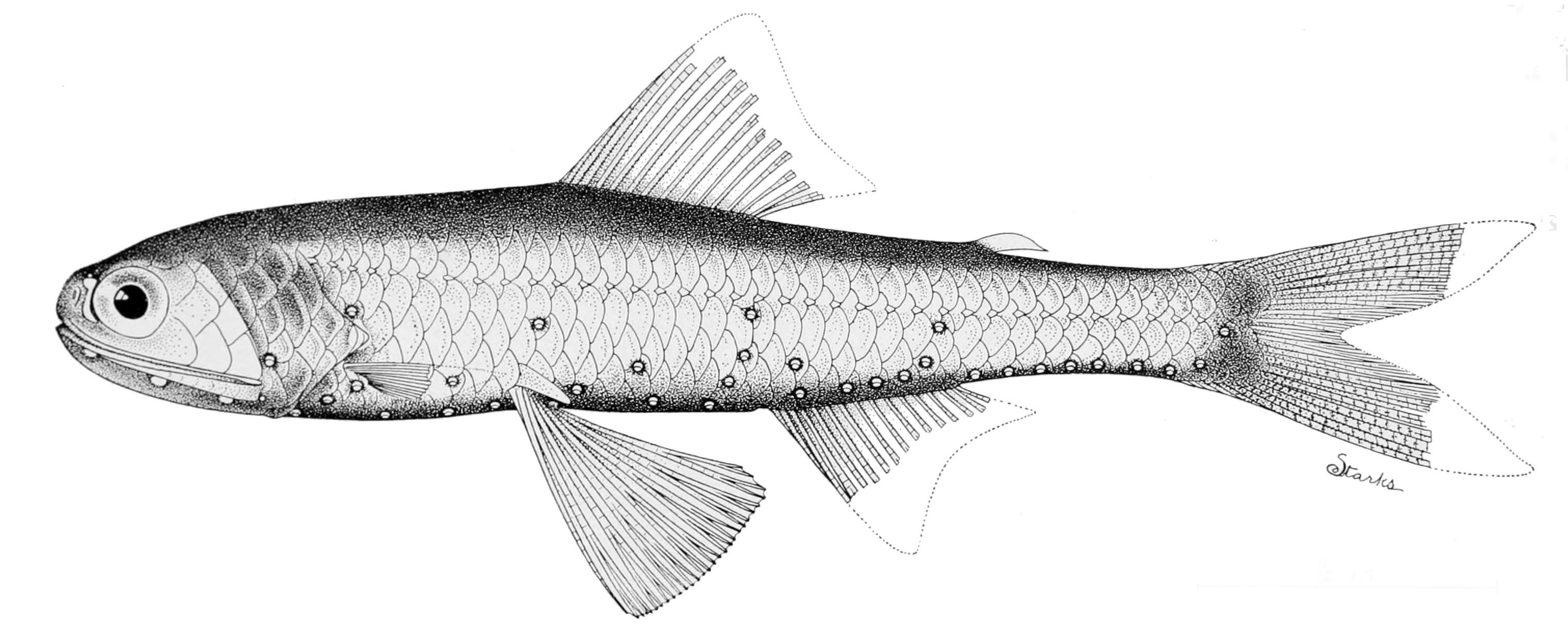
D. signatus

El género Diaphus son peces marinos de la familia mictófidos, distribuidos por prácticamente todos los mares y océanos del mundo. Su nombre viene del griego: dia (por medio de) y physa (engendrar).
Son especies batipelágicas de aguas profundas, aunque se les puede encontrar a casi cualquier profundidad, bajando a aguas profundas durante el día y subiendo a las superficiales durante la noche.

## Especies
Existen 69 especies válidas en este género:
- Diaphus adenomus (Gilbert, 1905)
- Diaphus aliciae (Fowler, 1934)
- Diaphus anderseni (Tåning, 1932) - Linternilla
- Diaphus antonbruuni (Nafpaktitis, 1978)
- Diaphus arabicus (Nafpaktitis, 1978)
- Diaphus basileusi (Becker y Prut'ko, 1984)
- Diaphus bertelseni (Nafpaktitis, 1966) - Mictófido
- Diaphus brachycephalus (Tåning, 1928)
- Diaphus burtoni (Fowler, 1934)
- Diaphus chrysorhynchus (Gilbert y Cramer, 1897)
- Diaphus coeruleus (Klunzinger, 1871)
- Diaphus confusus (Becker, 1992)
- Diaphus dahlgreni (Fowler, 1934)
- Diaphus danae (Tåning, 1932)
- Diaphus dehaveni (Fowler, 1934)
- Diaphus diadematus (Tåning, 1932)
- Diaphus diademophilus (Nafpaktitis, 1978)
- Diaphus drachmanni (Tåning, 1932)
- Diaphus dumerilii (Bleeker, 1856) - Pez-linterna coliapagado
- Diaphus effulgens (Goode y Bean, 1896)
- Diaphus ehrhorni (Fowler, 1934)
- Diaphus faustinoi (Fowler, 1934)
- Diaphus fragilis (Tåning, 1928) - Pez-linterna frágil
- Diaphus fulgens (Brauer, 1904)
- Diaphus garmani (Gilbert, 1906) - Linternilla
- Diaphus gigas (Gilbert, 1913)
- Diaphus handi (Fowler, 1934)
- Diaphus holti (Tåning, 1918) - Rafino corto
- Diaphus hudsoni (Zurbrigg y Scott, 1976) - Linternillas de Hudson
- Diaphus impostor (Nafpaktitis, Robertson y Paxton, 1995)
- Diaphus jenseni (Tåning, 1932)
- Diaphus kapalae (Nafpaktitis, Robertson y Paxton, 1995)
- Diaphus knappi (Nafpaktitis, 1978)
- Diaphus kora (Nafpaktitis, Robertson y Paxton, 1995)
- Diaphus kuroshio (Kawaguchi y Nafpaktitis, 1978)
- Diaphus lobatus (Nafpaktitis, 1978)
- Diaphus lucidus (Goode y Bean, 1896)
- Diaphus lucifrons (Fowler, 1934)
- Diaphus luetkeni (Brauer, 1904)
- Diaphus malayanus (Weber, 1913)
- Diaphus mascarensis (Becker, 1990)
- Diaphus meadi (Nafpaktitis, 1978)
- Diaphus megalops (Nafpaktitis, 1978)
- Diaphus metopoclampus (Cocco, 1829) - Mictófido chato
- Diaphus minax (Nafpaktitis, 1968)
- Diaphus mollis (Tåning, 1928)
- Diaphus nielseni (Nafpaktitis, 1978)
- Diaphus ostenfeldi (Tåning, 1932)
- Diaphus pacificus (Parr, 1931) - Linternilla del Pacífico
- Diaphus pallidus (Gjøsaeter, 1989)
- Diaphus parini (Becker, 1992)
- Diaphus parri (Tåning, 1932)
- Diaphus perspicillatus (Ogilby, 1898) - Linternilla transparente
- Diaphus phillipsi (Fowler, 1934)
- Diaphus problematicus (Parr, 1928) - Pez-linterna problemático
- Diaphus rafinesquii (Cocco, 1838) - Linternilla rafino
- Diaphus regani (Tåning, 1932)
- Diaphus richardsoni (Tåning, 1932)
- Diaphus rivatoni (Bourret, 1985)
- Diaphus roei (Nafpaktitis, 1974)
- Diaphus sagamiensis (Gilbert, 1913)
- Diaphus schmidti (Tåning, 1932)
- Diaphus signatus (Gilbert, 1908)
- Diaphus similis (Wisner, 1974)
- Diaphus splendidus (Brauer, 1904) - Linternilla cornuda
- Diaphus suborbitalis (Weber, 1913)
- Diaphus subtilis (Nafpaktitis, 1968)
- Diaphus taaningi (Norman, 1930)
- Diaphus termophilus (Tåning, 1928)
- Diaphus theta (Eigenmann y Eigenmann, 1890) - Linternilla californiana
- Diaphus thiollierei (Fowler, 1934)
- Diaphus trachops (Wisner, 1974)
- Diaphus umbroculus (Fowler, 1934)
- Diaphus vanhoeffeni (Brauer, 1906)
- Diaphus watasei (Jordan y Starks, 1904)
- Diaphus whitleyi (Fowler, 1934)
- Diaphus wisneri (Nafpaktitis, Robertson y Paxton, 1995)